# Raševica
Raševica (en serbe cyrillique : Рашевица) est un village de Serbie situé dans la municipalité de Paraćin, district de Pomoravlje. Au recensement de 2011, il comptait 994 habitants.

## Démographie
| 1948  | 1953  | 1961  | 1971  | 1981  | 1991  | 2002  | 2011 |
| ----- | ----- | ----- | ----- | ----- | ----- | ----- | ---- |
| 1 828 | 1 863 | 1 907 | 1 625 | 1 562 | 1 467 | 1 215 | 994  |

|  |